# Rodern
Ne doit pas être confondu avec Roderen.
Rodern  (Rodere en alsacien) est une commune française située dans la circonscription administrative du Haut-Rhin et, depuis le 1er janvier 2021, dans le territoire de la Collectivité européenne d'Alsace, en région Grand Est.
Cette commune se trouve dans la région historique et culturelle d'Alsace.
C'est une des 188 communes du parc naturel régional des Ballons des Vosges.
La commune a été récompensée de deux fleurs au concours des villes et villages fleuris.
Dans le jargon des cisteurs alsaciens, Rodern a reçu le surnom de Cistheim.

## Géographie

### Localisation
Rodern est un petit village viticole d'une superficie de 705 hectares située légèrement en retrait de la route des vins d'Alsace, au pied du Haut-Koenigsbourg, à flanc des collines ensoleillées près du ruisseau de l'Eckenbach qui séparait autrefois la haute et la basse-Alsace. Le village est situé dans le creux des collines vosgiennes dont les plus hautes parties se trouvent à 756 mètres d'altitude.
La rue principale de l'agglomération d'est en ouest est longée par des maisons vigneronnes et à colombages formant un conglomérat très dense. L'église et la mairie-école, le presbytère se trouvent au centre du village à partir de l'unique croisement de la rue transversale.
Rodern se trouve à 2 km de Saint-Hippolyte, autant de Rorschwihr et à 1,5 km de Bergheim. Rodern est réputé pour son grand cru gloeckelberg et de son pinot noir. Le point culminant est le Spitzenberg (760 m) situé à l'extrémité nord-ouest du ban communal.
|             | Saint-Hippolyte |            |
|             | Rodern          | Rorschwihr |
| Ribeauvillé | Thannenkirch    | Bergheim   |

### Hydrographie
La commune est dans le bassin versant du Rhin au sein du bassin Rhin-Meuse. Elle est drainée par le ruisseau l'Eckenbach et le Durrenbach,,.
L'Eckenbach est un petit ruisseau du bassin rhénan, traversant la commune, et qui coule entre Rodern et Saint-Hippolyte (Haut-Rhin), qu’on a nommé pendant de nombreux siècles le Landgraben (fossé des régions),.

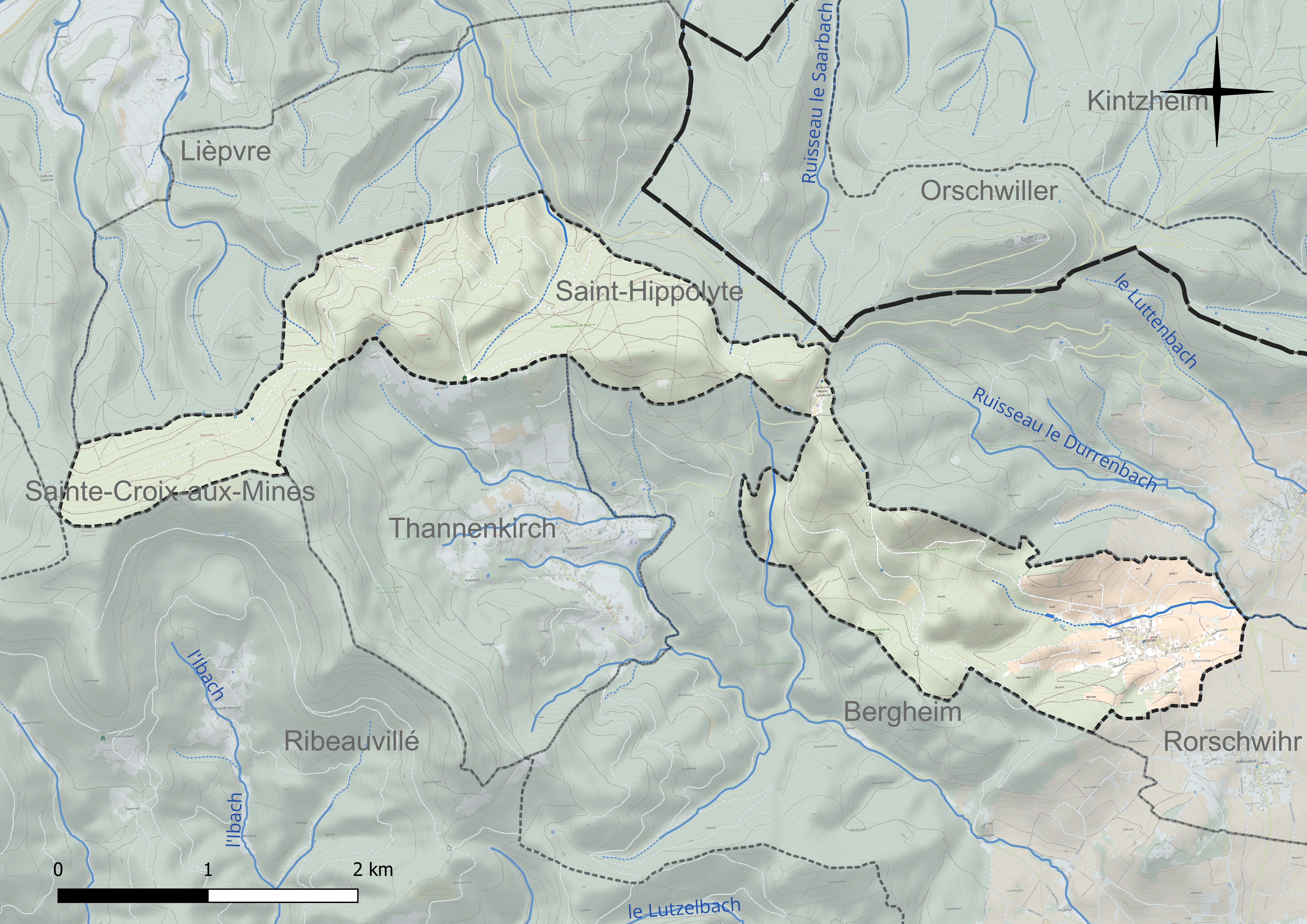
Réseau hydrographique de Rodern.

### Climat
Pour des articles plus généraux, voir Climat du Grand Est et Climat du Haut-Rhin.
En 2010, le climat de la commune est de type climat des marges montargnardes, selon une étude du Centre national de la recherche scientifique s'appuyant sur une série de données couvrant la période 1971-2000. En 2020, Météo-France publie une typologie des climats de la France métropolitaine dans laquelle la commune est exposée à un climat semi-continental et est dans la région climatique  Vosges, caractérisée par une pluviométrie très élevée (1 500 à 2 000 mm/an) en toutes saisons et un hiver rude (moins de 1 °C). 
Pour la période 1971-2000, la température annuelle moyenne est de 10,5 °C, avec une amplitude thermique annuelle de 17,7 °C. Le cumul annuel moyen de précipitations est de 802 mm, avec 9,5 jours de précipitations en janvier et 10,2 jours en juillet. Pour la période 1991-2020, la température moyenne annuelle observée sur la station météorologique de Météo-France la plus proche, « Bergheim-Inra », sur la commune de Bergheim à 2 km à vol d'oiseau, est de 11,3 °C et le cumul annuel moyen de précipitations est de 664,4 mm. 
La température maximale relevée sur cette station est de 38,9 °C, atteinte le 13 août 2003 ; la température minimale est de −16,9 °C, atteinte le 20 décembre 2009,,. 
Les paramètres climatiques de la commune ont été estimés pour le milieu du siècle (2041-2070) selon différents scénarios d'émission de gaz à effet de serre à partir des nouvelles projections climatiques de référence DRIAS-2020. Ils sont consultables sur un site dédié publié par Météo-France en novembre 2022.

## Urbanisme

### Typologie
Au 1er janvier 2024, Rodern est catégorisée ceinture urbaine, selon la nouvelle grille communale de densité à sept niveaux définie par l'Insee en 2022.
Elle est située hors unité urbaine. Par ailleurs la commune fait partie de l'aire d'attraction de Colmar, dont elle est une commune de la couronne,. Cette aire, qui regroupe 95 communes, est catégorisée dans les aires de 50 000 à moins de 200 000 habitants,.

### Occupation des sols
L'occupation des sols de la commune, telle qu'elle ressort de la base de données européenne d’occupation biophysique des sols Corine Land Cover (CLC), est marquée par l'importance des forêts et milieux semi-naturels (85,7 % en 2018), une proportion sensiblement équivalente à celle de 1990 (86,1 %). La répartition détaillée en 2018 est la suivante : 
forêts (85,7 %), cultures permanentes (9 %), zones agricoles hétérogènes (5,3 %). L'évolution de l’occupation des sols de la commune et de ses infrastructures peut être observée sur les différentes représentations cartographiques du territoire : la carte de Cassini (XVIIIe siècle), la carte d'état-major (1820-1866) et les cartes ou photos aériennes de l'IGN pour la période actuelle (1950 à aujourd'hui).

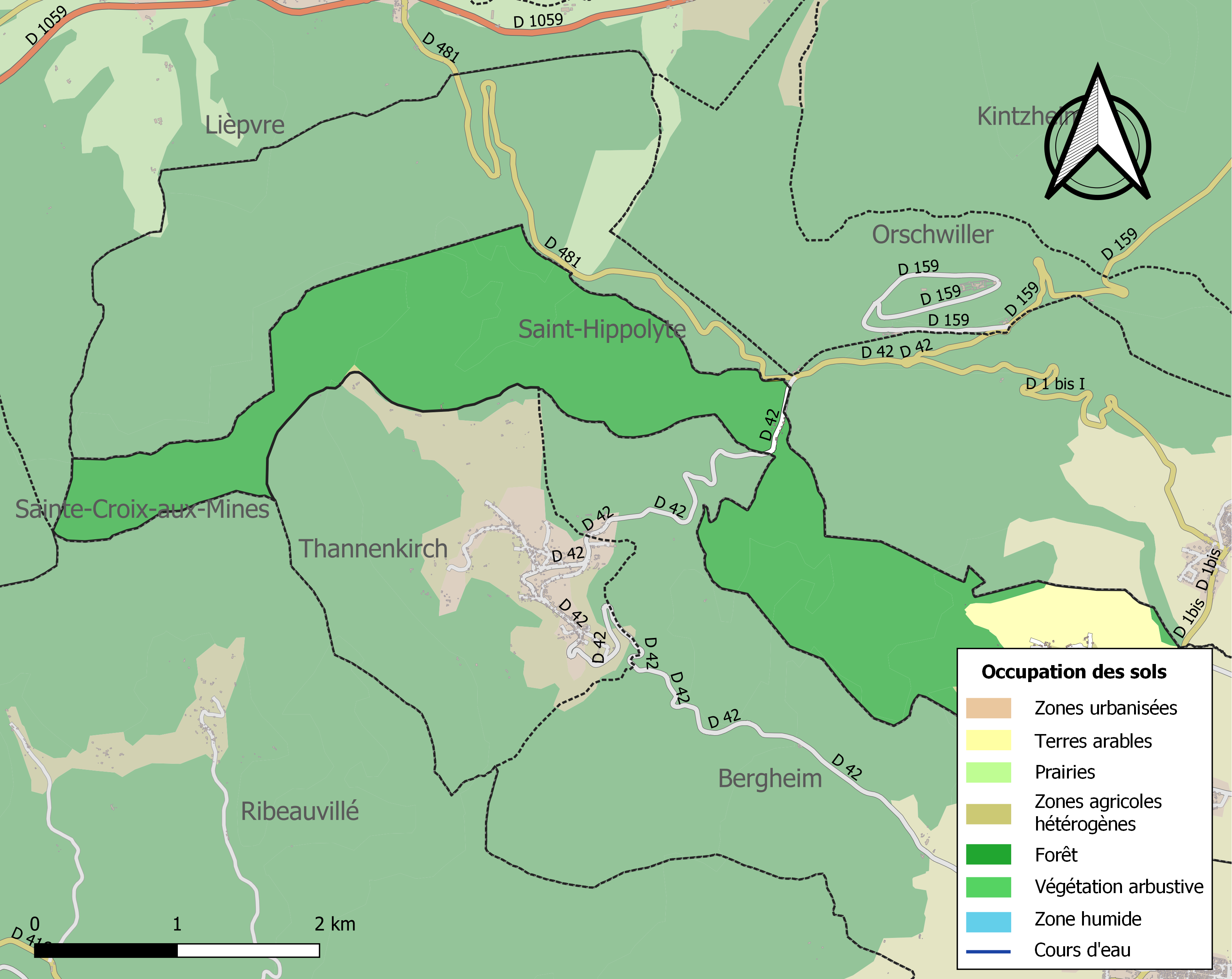
Carte des infrastructures et de l'occupation des sols de la commune en 2018 (CLC).

### Écarts et lieux-dits
La Cave de Rodern est un hameau situé au pied du Schaentzelkopf, au milieu des bois, sur la D 42. Le château du Haut-Koenigsbourg est bien visible depuis ce site.

## Histoire

### Préhistoire et antiquité
Le site de Rodern fut d'abord occupé pendant l'ère néolithique, donc avant l'avènement du christianisme. Il a même fait partie d'un territoire séparant les peuples celtes des Séquanes et des Triboques ; c'est le ruisseau de l'Eckenbach, aussi connu sous le nom de Landgraben, qui faisait alors office de frontières entre les deux peuples.

### Moyen Âge
Un peu plus tard, vraisemblablement vers l'année 740, Rodern faisait partie du patrimoine de l'évêché de Bâle. Le territoire s'étendait vers le nord de l'Eckenbach qui rejoint le village de Rodern et de Saint-Hippolyte. À cette époque, l'évêché de Bâle qui englobait les régions du sud de la région badoise, le nord de la Suisse, la Franche-Comté et la Haute-Alsace contrôlait cette partie de territoire. Pour connaître l'entendue de son patrimoine, l'évêque de Bâle avait fait procéder à un recensement de toutes les paroisses de sa zone viticole. C'est donc dans l'un de ces documents qu'apparut pour la première fois le terme Rodern. Ce nom figure également dans un autre document de l'année 813.
Le toponyme est probablement issu du mot allemand roden qui veut dire « défricher » ou « essarter ».  L'année 1200 marqua en effet une intense campagne de défrichement de la région.
Un acte établi en 1298 partage le village de Rodern entre les seigneurs de Ribeaupierre. Celui-ci était alors entièrement détenu par Henri IV de la famille des Ribeaupierre. Pendant très longtemps, Rodern et le village voisin Rorschwihr faisaient partie de la seigneurie de Bergheim. Dès l'année 1313, la seigneurie fut transférée à la maison d'Autriche qui contrôlait alors la région jusqu'à la guerre de Trente Ans. On trouve d'ailleurs encore sur quelques linteaux de portes des maisons de Rodern quelques armoiries du village de Bergheim et des emblèmes ayant trait aux métiers des viticulteurs et des tonneliers : serpette, cuve, équerres et compas.

### Invasions
Au cours de son histoire la commune de Rodern a connu de nombreuses invasions : guerre des Armagnacs et surtout guerre de Trente Ans qui a été particulièrement meurtrière pour la commune. Ce fut le lot de nombreux villages alsaciens dont certains ont même été rayés de la carte. En 1650, la commune de Rodern ne comptait plus qu'une trentaine d'habitants et quelques maisons.

### Repeuplement
Le village se repeupla assez rapidement grâce à l'arrivée massive d'habitants venant de Picardie, du pays de Bade, du Tyrol et de la Suisse. Les Ribeaupierre et la France ont tout fait pour repeupler la région qui manquait cruellement de main-d'œuvre. Tous les arrivants furent gratifiés d'avantages matériels considérables : distribution de bois gratuit pour rebâtir les maisons, exonération d'impôts pendant cinq ans. Le prince évêque de Bâle, qui avait gardé une certaine mainmise sur l'Alsace, déployait également de son côté d'importants efforts en faveur du repeuplement des régions meurtries par les guerres de Trente Ans. À partir de 1750, d'autres vagues d'émigrants venus des Vosges vinrent se fixer à Rodern. On vit alors apparaître des noms d'origine française : Benoît, Chanteraine, Gedon. Plus tard certains de ces noms furent à nouveau germanisés.

### Mine
La commune fait partie de la concession des houillères de Saint-Hippolyte qui exploite une partie du bassin houiller de la vallée de Villé entre le XVIIIe siècle et le XIXe siècle. La compagnie exploitante fusionne avec celle de Saint-Hippolyte en 1775. La production reste faible et artisanale, elle n’excède pas 1 000 tonnes par an.

## Politique et administration
Sous l'Ancien Régime, l'administration communale était composée du prévôt, du maire et de 4 échevins qui désignaient chaque année le receveur municipal (chargé de collecter les redevances dues à la commune) et le receveur de la fabrique de l'église (chargé de collecter les redevances dues à l'église). Ils attribuaient également les autres fonctions communales, le plus souvent à vie : la sage femme, l'aubergiste, le sergent communal (officier chargé du maintien de l'ordre, mais aussi de porter les messages), le berger communal, les tonneliers et enfin le sacristain qui exerçait aussi comme maître d'école.

### Budget et fiscalité 2015

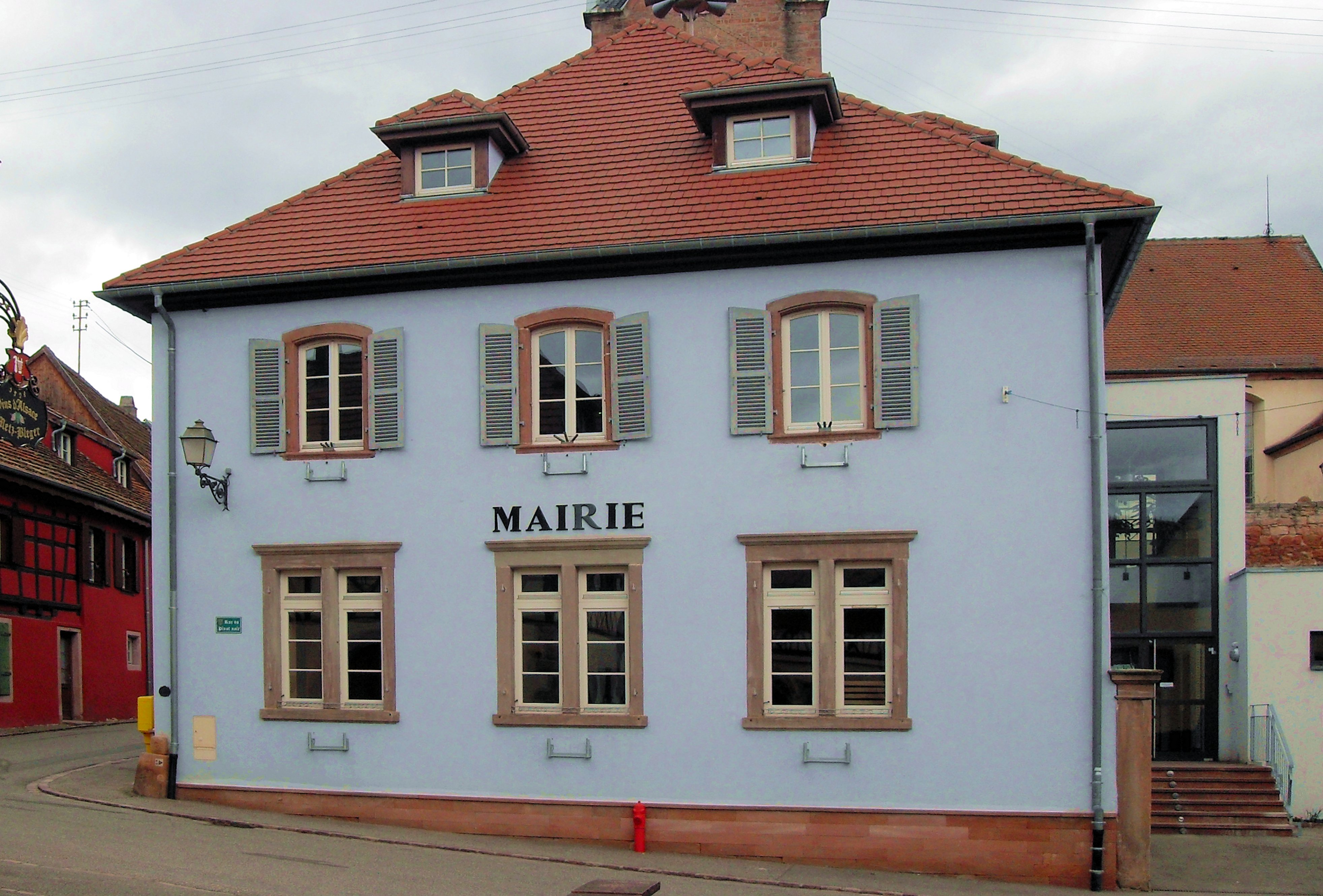
La mairie.

En 2015, le budget de la commune était constitué ainsi :
- total des produits de fonctionnement : 344 000 €, soit 994 € par habitant ;
- total des charges de fonctionnement : 346 000 €, soit 999 € par habitant ;
- total des ressources d'investissement : 217 000 €, soit 627 € par habitant ;
- total des emplois d'investissement : 405 000 €, soit 1 170 € par habitant ;
- endettement : 169 000 €, soit 487 € par habitant.

Avec les taux de fiscalité suivants :
- taxe d'habitation : 14,59 % ;
- taxe foncière sur les propriétés bâties : 11,11 % ;
- taxe foncière sur les propriétés non bâties : 41,98 % ;
- taxe additionnelle à la taxe foncière sur les propriétés non bâties : 50,60 % ;
- cotisation foncière des entreprises : 21,25 %.

### Liste des maires
| Période                                  | Période                   | Identité                                         | Étiquette | Qualité |
| ---------------------------------------- | ------------------------- | ------------------------------------------------ | --------- | ------- |
| mars 2011                                | En cours (au 26 mai 2020) | Robert Sprolewitz Réélu pour le mandat 2020-2026 |           |         |
| Les données manquantes sont à compléter. |                           |                                                  |           |         |

## Population et société

### Démographie
L'évolution du nombre d'habitants est connue à travers les recensements de la population effectués dans la commune depuis 1793. Pour les communes de moins de 10 000 habitants, une enquête de recensement portant sur toute la population est réalisée tous les cinq ans, les populations de référence des années intermédiaires étant quant à elles estimées par interpolation ou extrapolation. Pour la commune, le premier recensement exhaustif entrant dans le cadre du nouveau dispositif a été réalisé en 2008.

En 2022, la commune comptait 396 habitants, en évolution de +12,18 % par rapport à 2016 (Haut-Rhin : +0,66 %, France hors Mayotte : +2,11 %).
| 1793 | 1800 | 1806 | 1821 | 1831 | 1836 | 1841 | 1846 | 1851 |
| ---- | ---- | ---- | ---- | ---- | ---- | ---- | ---- | ---- |
| 579  | 586  | 638  | 688  | 719  | 687  | 653  | 652  | 654  |

| 1856 | 1861 | 1866 | 1871 | 1875 | 1880 | 1885 | 1890 | 1895 |
| ---- | ---- | ---- | ---- | ---- | ---- | ---- | ---- | ---- |
| 579  | 536  | 532  | 538  | 501  | 519  | 484  | 438  | 429  |

| 1900 | 1905 | 1910 | 1921 | 1926 | 1931 | 1936 | 1946 | 1954 |
| ---- | ---- | ---- | ---- | ---- | ---- | ---- | ---- | ---- |
| 422  | 387  | 360  | 315  | 328  | 344  | 315  | 307  | 295  |

| 1962 | 1968 | 1975 | 1982 | 1990 | 1999 | 2006 | 2008 | 2013 |
| ---- | ---- | ---- | ---- | ---- | ---- | ---- | ---- | ---- |
| 277  | 279  | 264  | 264  | 266  | 313  | 325  | 328  | 335  |

| 2018 | 2022 | - | - | - | - | - | - | - |
| ---- | ---- | - | - | - | - | - | - | - |
| 371  | 396  | - | - | - | - | - | - | - |

## Culture locale et patrimoine

### Lieux et monuments

#### La mairie (autrefois auberge communale)
Depuis le début du XVIe siècle, l'endroit est le siège de l'administration communale. Le bâtiment actuel date de 1830, date à laquelle une école de garçons remplace l'auberge communale, c'est-à-dire un lieu de convivialité siège de la confrérie des vignerons. Au sein de l'auberge s'appliquait un règlement précisant les règles de bonne conduite (interdiction de se soulager devant la porte, de vomir à table ou de lâcher un pet) et les contrevenants étaient passibles dune amende !

#### Église Saint-Georges

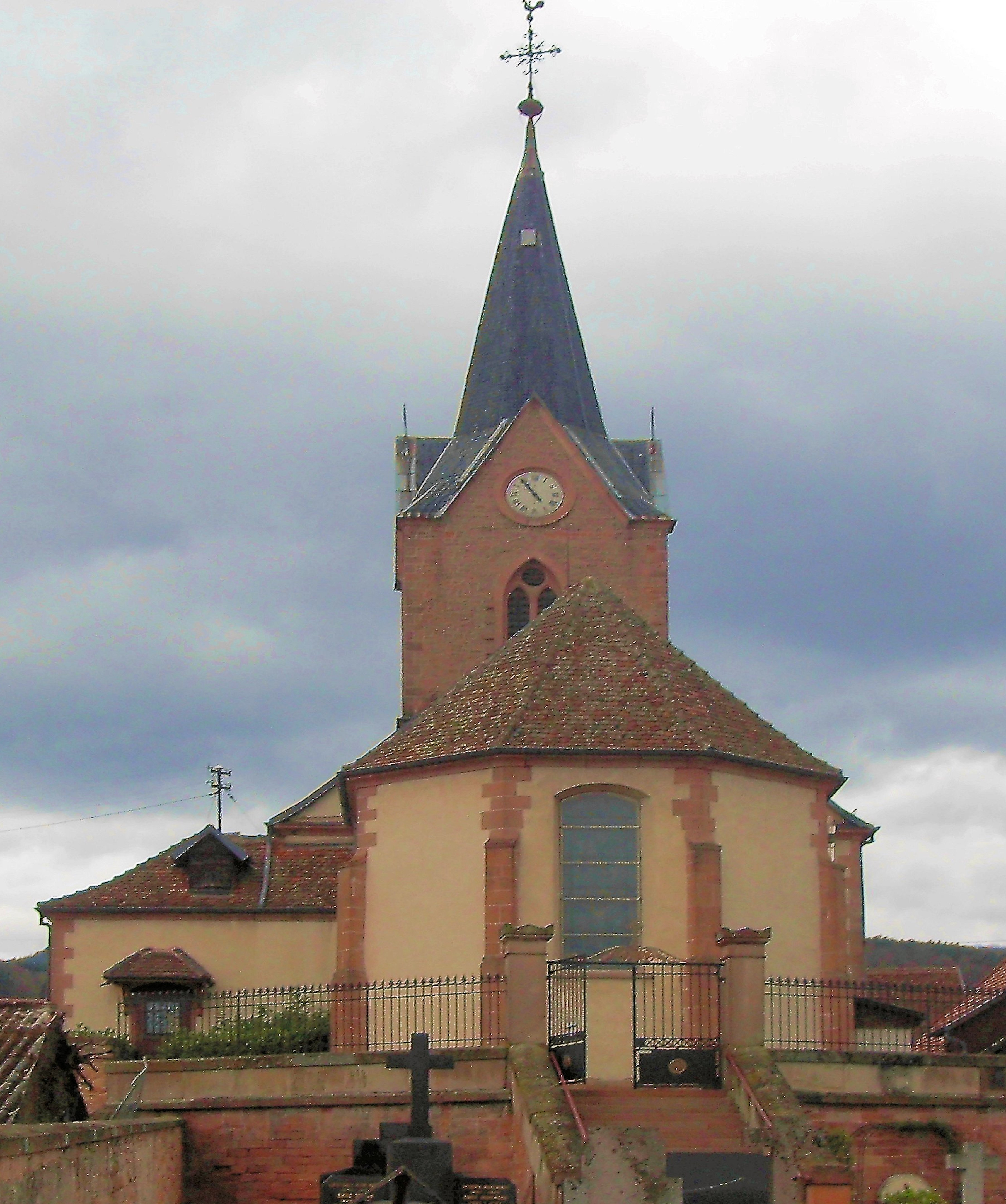
Église Saint-Georges de Rodern.

Vers 1310, une première église gothique fut construite sur une élévation naturelle de terre au centre du village, avec autour le cimetière, l'ensemble ceints d'une palissade qui servait de refuge en cas de danger. Il ne reste plus de ce premier édifice que le rez-de-chaussée de la tour qui sert aujourd'hui encore de base au clocher de l'église actuelle.
L'idée de reconstruire l'église date du 19 mars 1736. La population fut conviée à participer après la messe dominicale à un rassemblement dans la mairie pour fixer les modalités de reconstruction d'une nouvelle église. Il fut décidé au cours de cette assemblée de financer les travaux par des coupes de bois exceptionnelles. Dans le protocole d'accord qui suivit la décision se trouve la signature de 44 noms, dont dix personnes qui apposèrent un signe ou une croix en guise de signature car elles ne savaient ni lire ni écrire.
L'église Saint-Georges date de 1755. À l'époque, la commune participa financièrement à la construction de la nef alors que les descendants des Ribeaupierre s'occupèrent de financer le chœur et la sacristie. L'église comprend un clocher rectangulaire révélant pour la partie inférieure un style gothique. L'église actuelle a sans doute été construite sur un ancien emplacement qui comprenait déjà un édifice religieux puisque dans la nouvelle construction on retrouve les anciens murs dont l'épaisseur est de un mètre.
L'orgue de tribune de Valentin Rinckenbach est de 1862,,,.

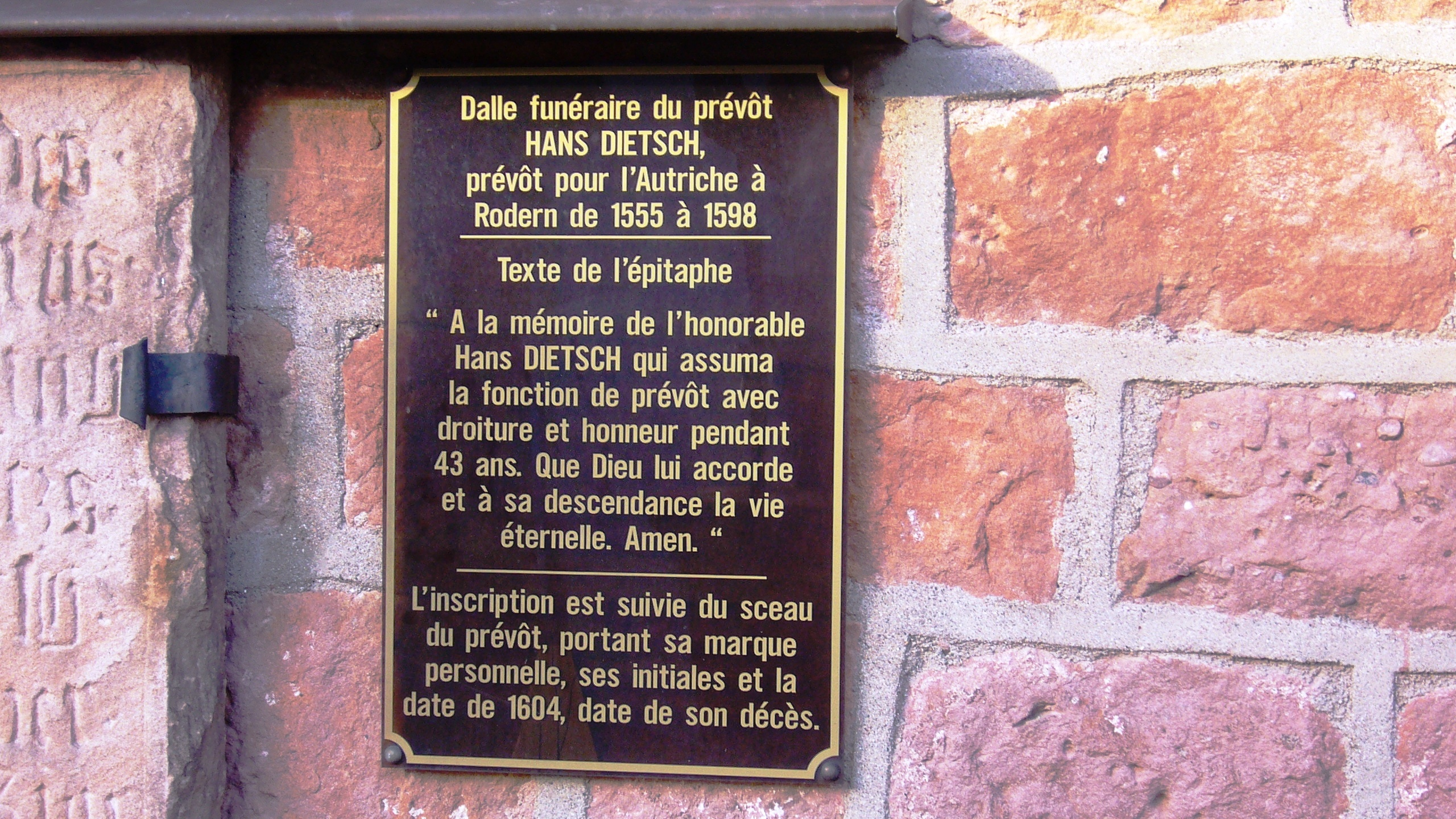
Plaque à la mémoire de Hans Dietsch, prévôt de Rodern.

#### Pierre tombale de Hans Dietsch prévôt de Rodern
Une pierre tombale de Hans Dietsch se trouvant à l'arrière de l'église a été découverte lors des travaux de l'église. Elle est située au pied du clocher. Hans Dietsch a été prévôt de Rodern de 1554 à 1602 et représentait les intérêts de l'Autriche qui gouvernait alors la province. Une plaque portant son sceau et sa marque personnelle figurent sur le cartouche qui est scellé sur le mur de l'église.

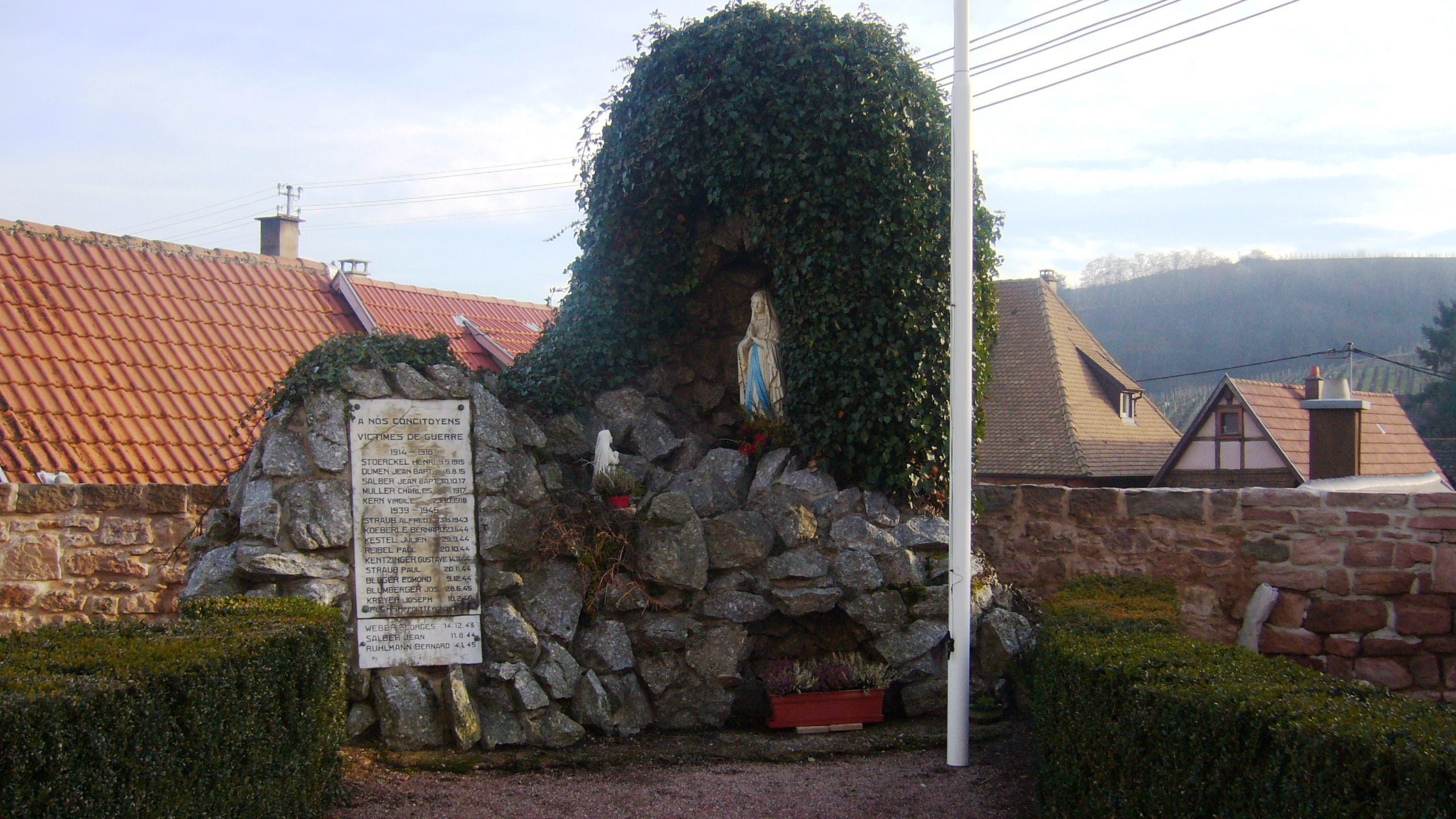
Monument aux morts 1914-1918/1939-1945 et grotte de Notre-Dame de Lourdes à Rodern.

#### Monument aux morts et grotte de Notre-Dame de Lourdes
Ce monument aux morts est un témoignage aux anciens de Rodern qui sont morts au cours des guerres 1914-1918 et 1939-1945. Ce monument se trouve à côté d'une grotte dédiée à Notre-Dame de Lourdes et en face de l'église Saint-Georges. Sur le monument aux morts figure les noms de toutes les personnes du villages qui sont mortes pendant les deux guerres mondiales,.

#### Porte de cellier (le Schloessel)
Cette porte de cellier située 7, rue des Seigneurs est en grès rose et bois. Elle porte une inscription directement gravée dans le grès qui pourrait être la marque personnelle du propriétaire du lieu encadrée par les initiales L.W. pour Laurentz Walter. Ces lettres se trouvent au centre de la date de 1617. Laurentz Walter a ensuite transmis l'actuel bâtiment à ses descendants qui l'on ensuite cédés, en 1726, aux Jésuites de Strasbourg à la recherche d'un bâtiment pour leur vignes. En 1740, la maison passe dans les mains de Me Kieffer, alors doyen des avocats du Conseil souverain d'Alsace, qui en fait une maison bourgeoise (en alsacien un Schloessel, c.à.d. un petit château) puis la transmet à son gendre, François de Boug, alors 1er président du Conseil. La maison reste dans cette famille jusqu'au début du XIXe siècle. C'est aujourd'hui une maison d'hôtes.
La porte en bois est ornée, conformément à la tradition  fort répandue dans le vignoble alsacien, d'assemblages de planchettes divers : chevrons et losanges, symboles de la fécondité, dans la partie inférieure et soleil radiant dans la partie haute.

#### Toitures à la Mansard
Les maisons situées aux numéros 2 et 10 de la rue du Seigneurs présentent des toitures à la Mansard, style typiquement français, favorisé dès le XVIIIe siècle par la nouvelle administration de la province, de préférence au style allemand.

### Personnalités liées à la commune
La famille de Boug, très influente au niveau local, était propriétaire de plusieurs maisons bourgeoises dans la rue du seigneur. Le village fut la résidence de François Henri de Boug (président du Conseil Souverain d'Alsace), puis de son fils Mgr Georges de Boug, Vicaire général du diocèse de Bâle puis de Strasbourg au début du XIXe siècle.
Lors de la révolution française, le curé et maire du village, l'abbé François- Xavier Delévieleuse (1741 - 1817) fut à l'origine de plusieurs réformes qui améliora la vie des villageois : il organisa le microcrédit, obtint la construction d'une route reliant le village à la route royale (actuelle N83) et lutta pour une répartition plus juste de l'impôt. Quand la Révolution française prit un tour anticlérical, ayant refusé de prêter serment, et de signer la Convention du Clergé, il dut s'exiler en Suisse jusqu'en 1796.

### Héraldique
| Blason de Rodern | Les armes ( ou armoiries ) de Rodern se blasonnent ainsi : « D'or à la roue de voiture de sable à six rais, deux rais formant un diamètre vertical. » |